# Riku Onda
Riku Onda (恩田 陸, Onda Riku) est le nom de plume de l'autrice japonaise Nanae Kumagai (熊谷 奈苗, Kumagai Nanae), née en 1964 à Aomori, dans la préfecture d'Aomori. Onda a remporté de nombreux prix et ses œuvres ont été plusieurs fois adaptées au cinéma et à la télévision.

## Biographie
Onda naît en 1964 à Aomori. Elle est diplômée en 1987 de l'université Waseda puis travaille dans un bureau avant d'abondonner son poste et se lancer dans l'écriture après avoir lu en 1991 le roman de Ken'ichi Sakemi 後宮小說 (Kōkyū shōsetsu).
Onda publie un premier roman en 1992 intitulé The Sixth Sayoko (六番目の小夜子, Rokubanme no Sayoko) qui est adapté en 2000 par la NHK ,. D'autres romans suivent dont 木曜組曲 (Mokuyō kumikyoku) en 1999 adapté en film en 2002.
En 2005 Onda remporte le 26e prix Yoshikawa Eiji Prize du jeune écrivain pour son roman Nighttime Picnic (夜のピクニック, Yoru no pikunikku). En 2006 elle remporte le 59e prix des auteurs japonais de romans policiers pour Eugenia (ユージニア, Yujinia).

## Traduction en français
- Eugenia [« ユージニア (Yujinia?) »], trad. de Mai Beck, Dominique Sylvain, Paris, Atelier Akatombo, 2022, 346 p.  (ISBN 978-2-379-27140-3)